# Vesturland
Le Vesturland, littéralement « Région de l'Ouest », est l'une des huit régions de l'Islande. Sa capitale est Borgarnes.

## Démographie
| Année | Population | Pourcentage de la population islandaise |
| ----- | ---------- | --------------------------------------- |
| 1920  | 10 167     | 10,77 %                                 |
| 1930  | 9 636      | 8,87 %                                  |
| 1940  | 9 927      | 8,17 %                                  |
| 1950  | 10 065     | 6,98 %                                  |
| 1960  | 11 973     | 6,68 %                                  |
| 1970  | 13 205     | 6,45 %                                  |
| 1980  | 14 884     | 6,44 %                                  |
| 1990  | 14 537     | 5,64 %                                  |
| 2000  | 14 263     | 5,01 %                                  |
| 2005  | 14 422     | 4,91 %                                  |
| 2011  | 15 281     | 4,78 %                                  |
| 2020  | 16 662     | 4,58 %                                  |
| 2022  | 17 019     | 4,52 %                                  |
| 2024  | 17 419     | 4,54 %                                  |

## Principales communes
- Akranes
- Borgarnes
- Hellissandur
- Ólafsvík
- Stykkishólmur

## Municipalités du Vesturland
- Population en 2022:
- Akranes (7 841 habitants)
- Borgarbyggð (3 868 habitants)
- Dalabyggð (665 habitants)
- Eyja- og Miklaholtshreppur (102 habitants)
- Grundarfjörður (840 habitants)
- Helgafellssveit (79 habitants)
- Hvalfjarðarsveit (687 habitants)
- Skorradalshreppur (60 habitants)
- Snæfellsbær (1 666 habitants)
- Stykkishólmur (1 211 habitants)

## Comtés du Vesturland
Borgarfjarðarsýsla • Dalasýsla • Mýrasýsla • Snæfellsnes- og Hnappadalssýsla

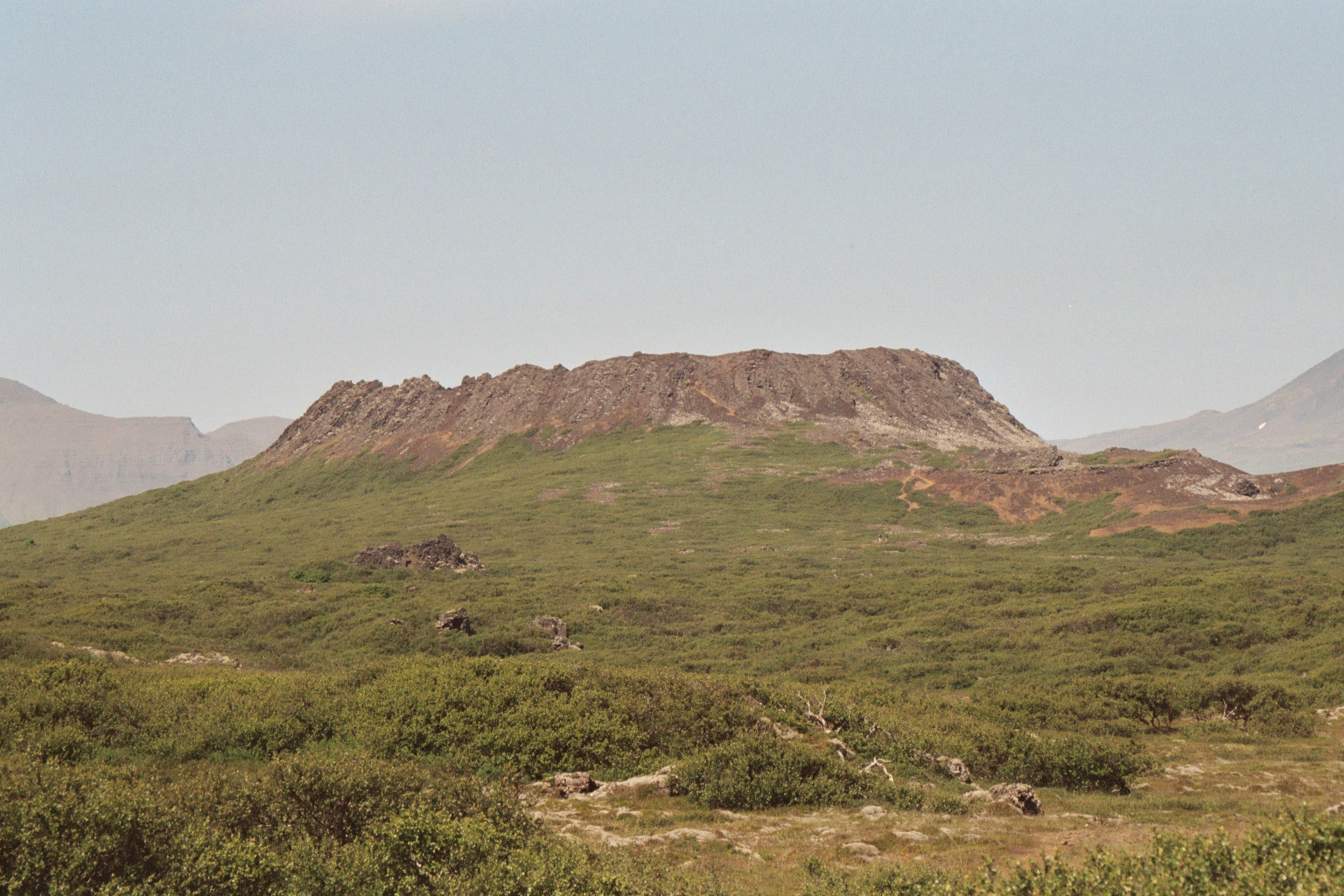
Le volcan Eldborg.
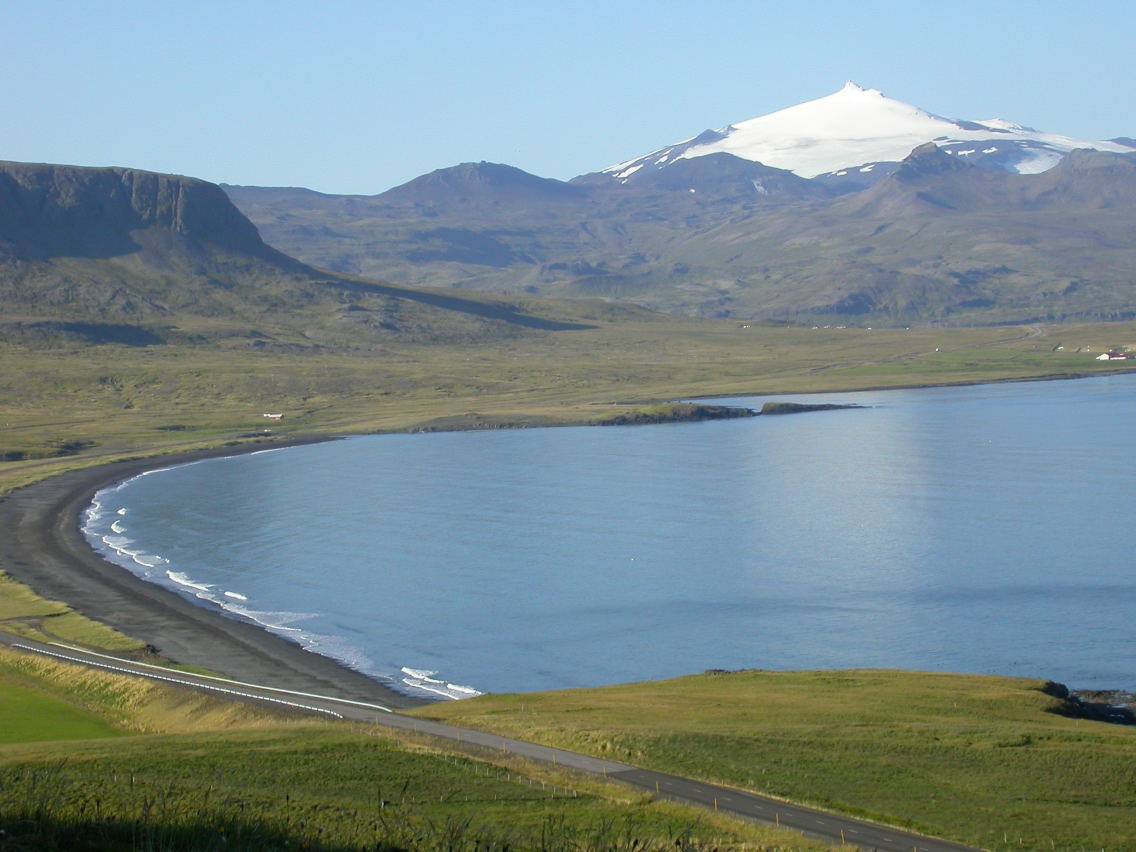
Le Snæfellsjökull.
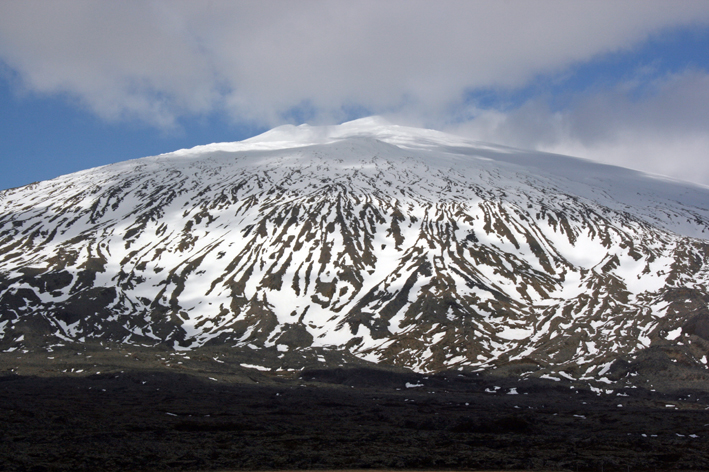
Le Snæfellsjökull.
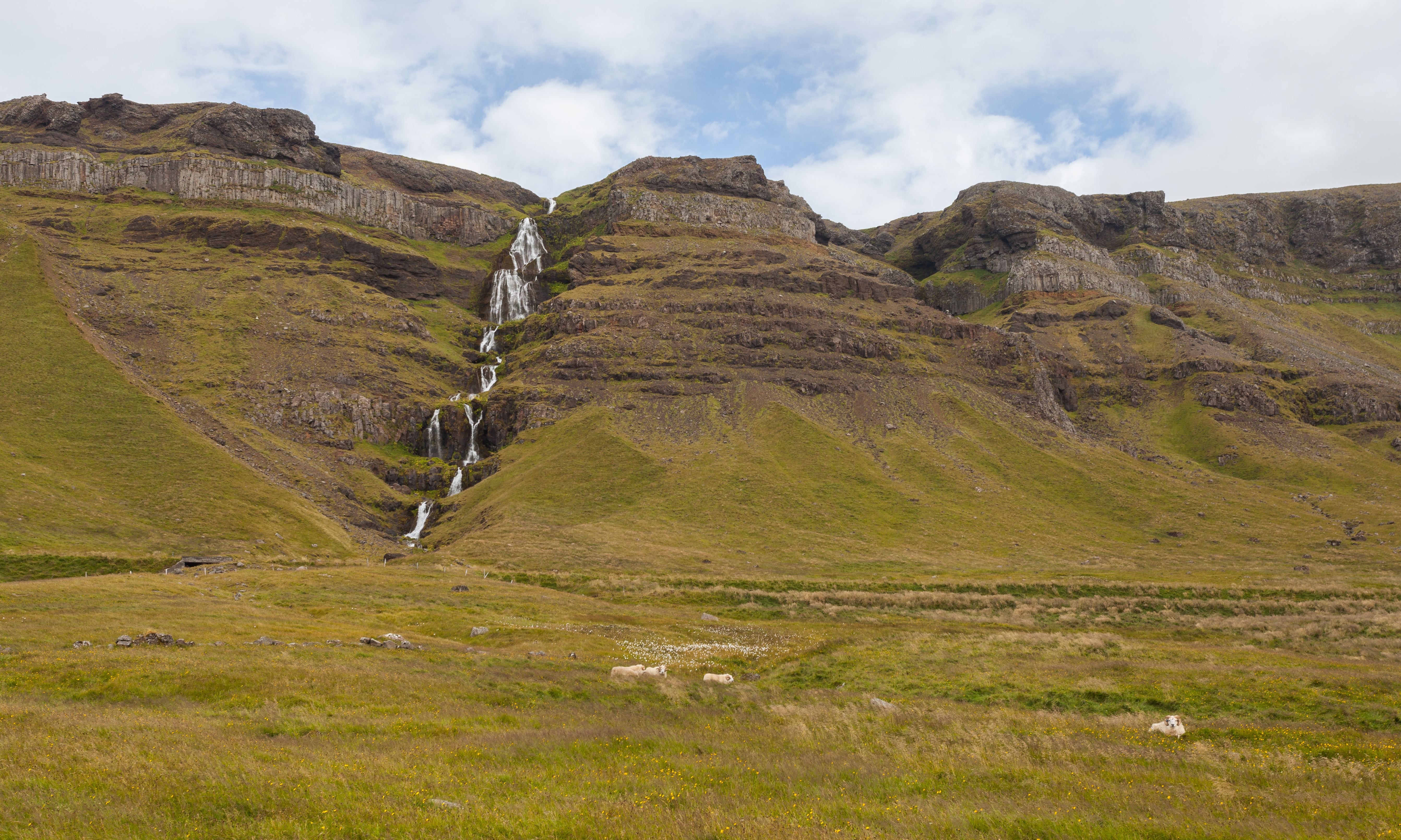
Búlandshöfði.
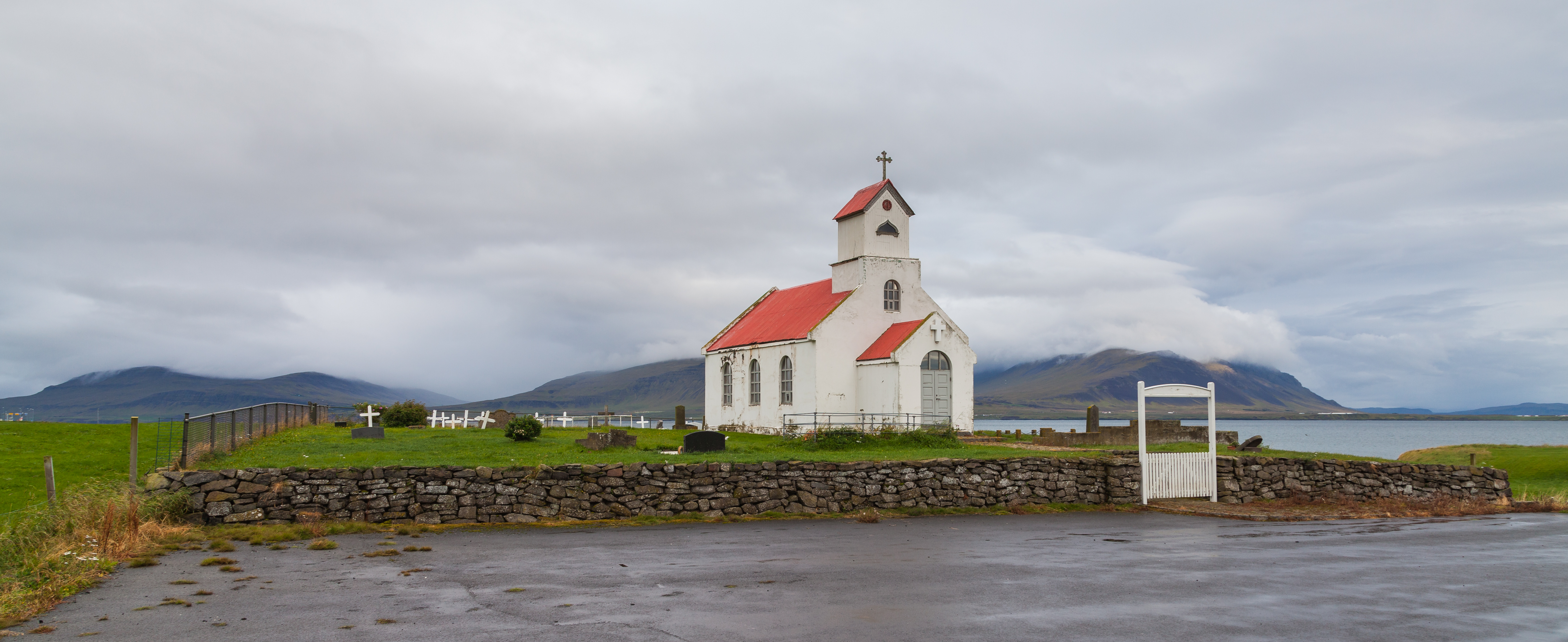
Église d'Innri-Hólmur.
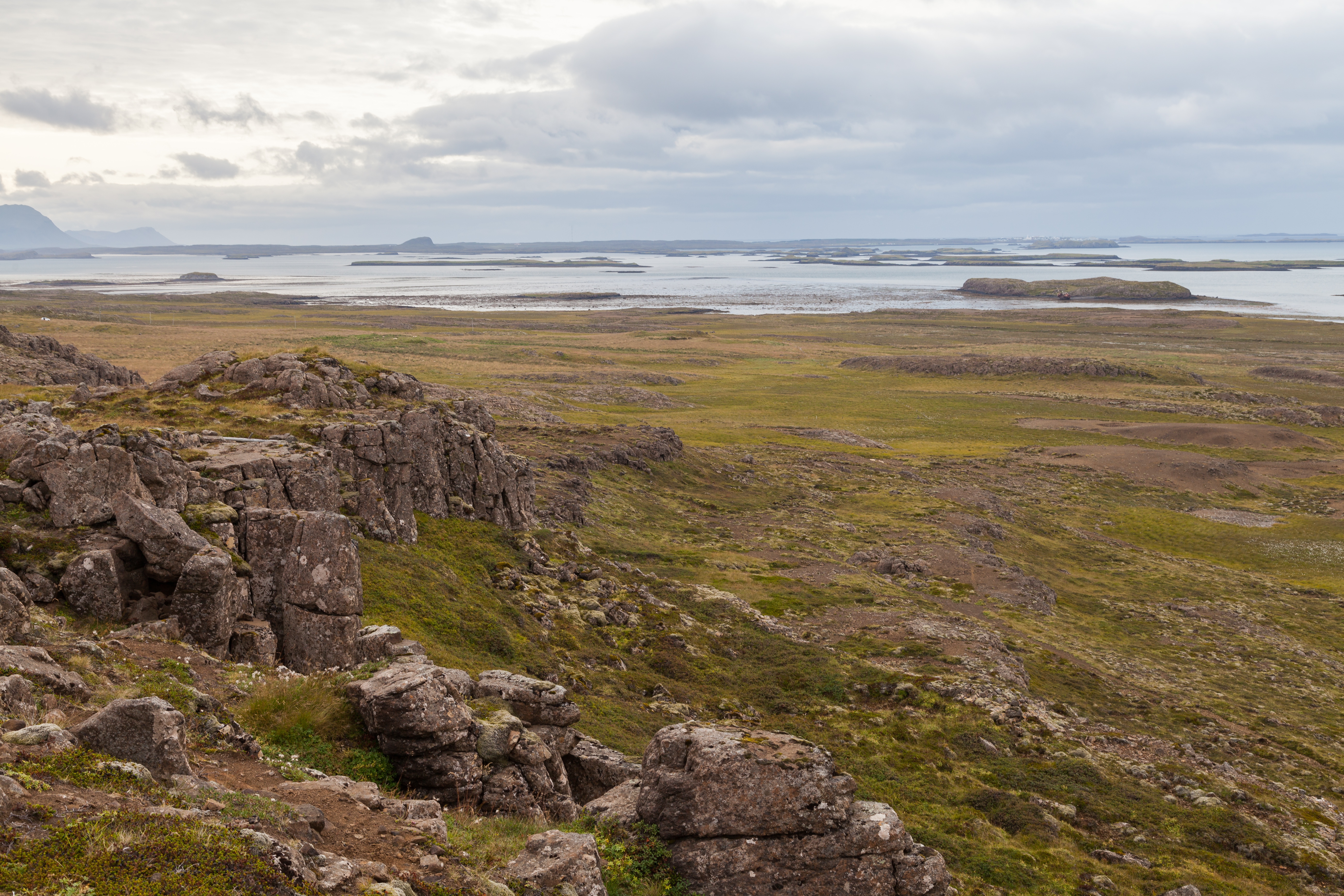
Grundarfjörður.
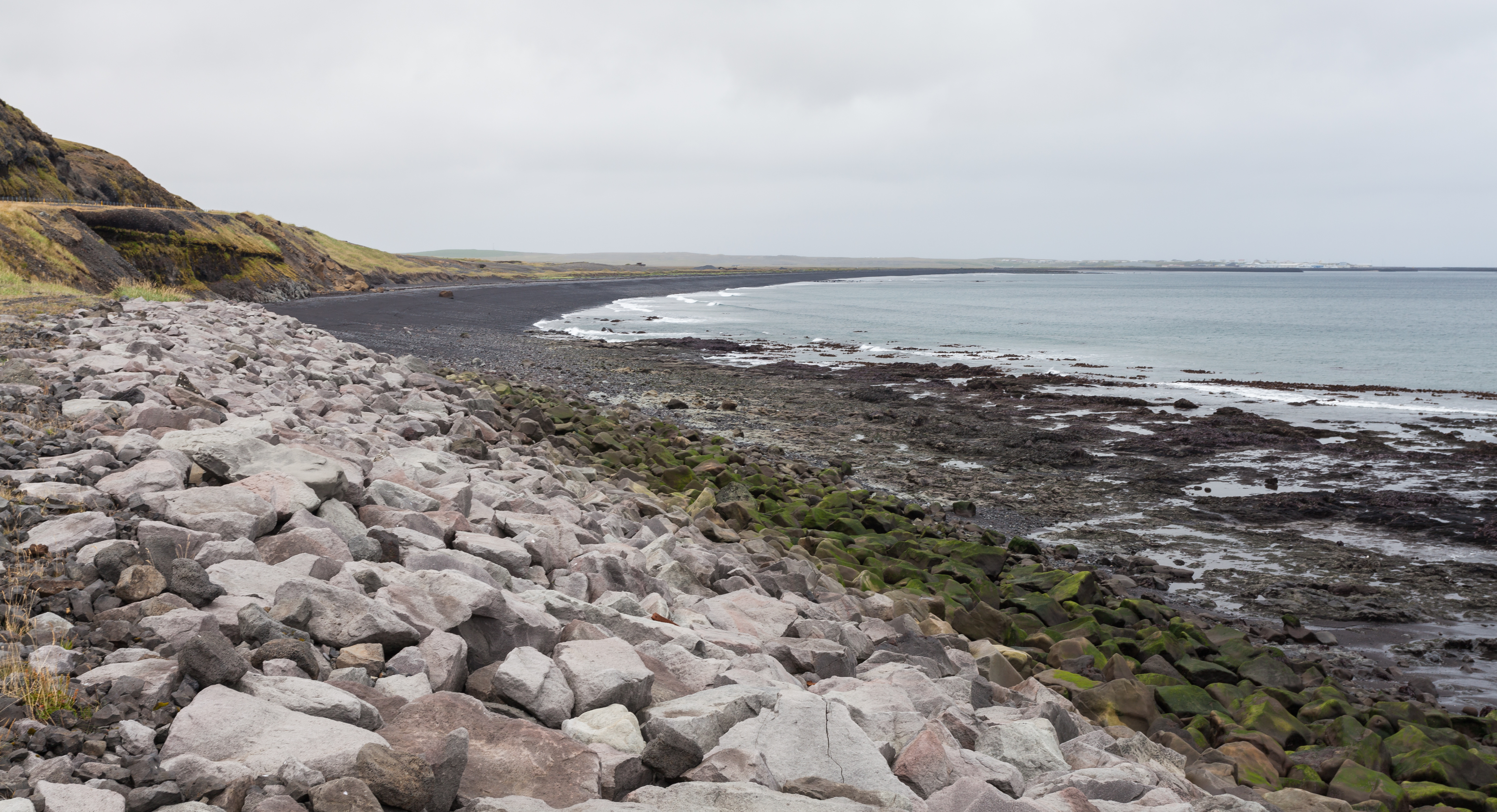
Ólafsvík.
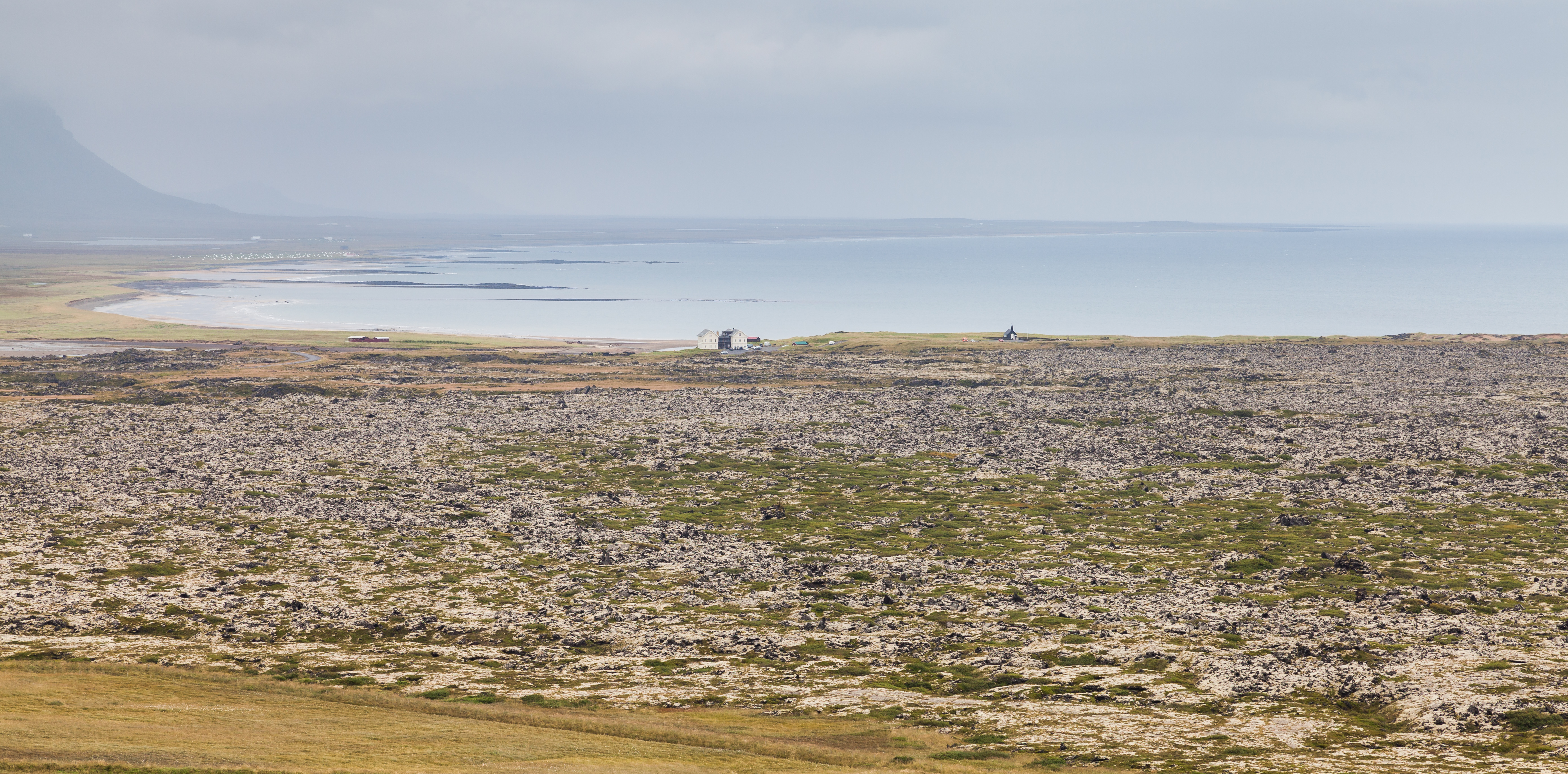
Búðahraun.
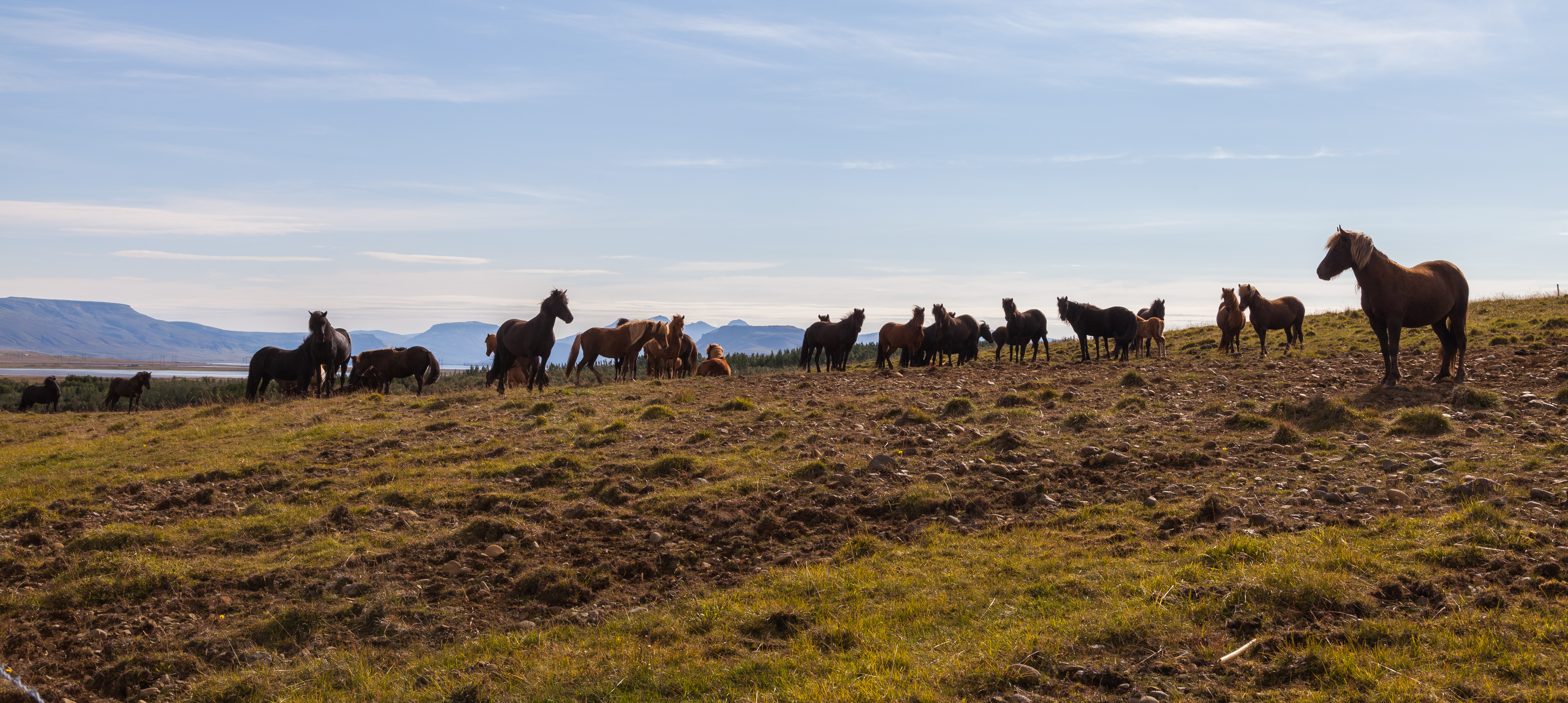
Chevaux près de Höfn.
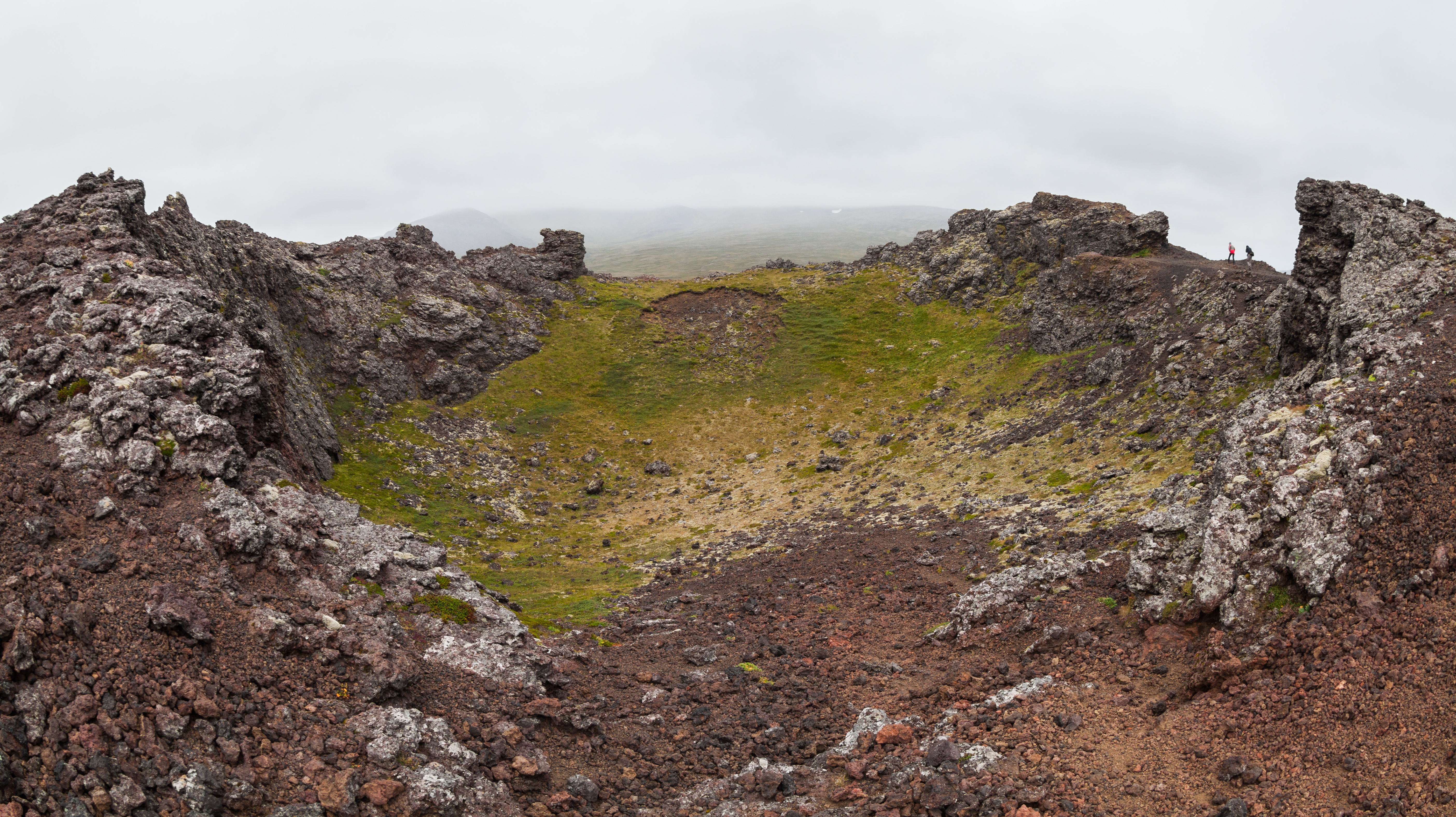
Le volcan Saxhóll.
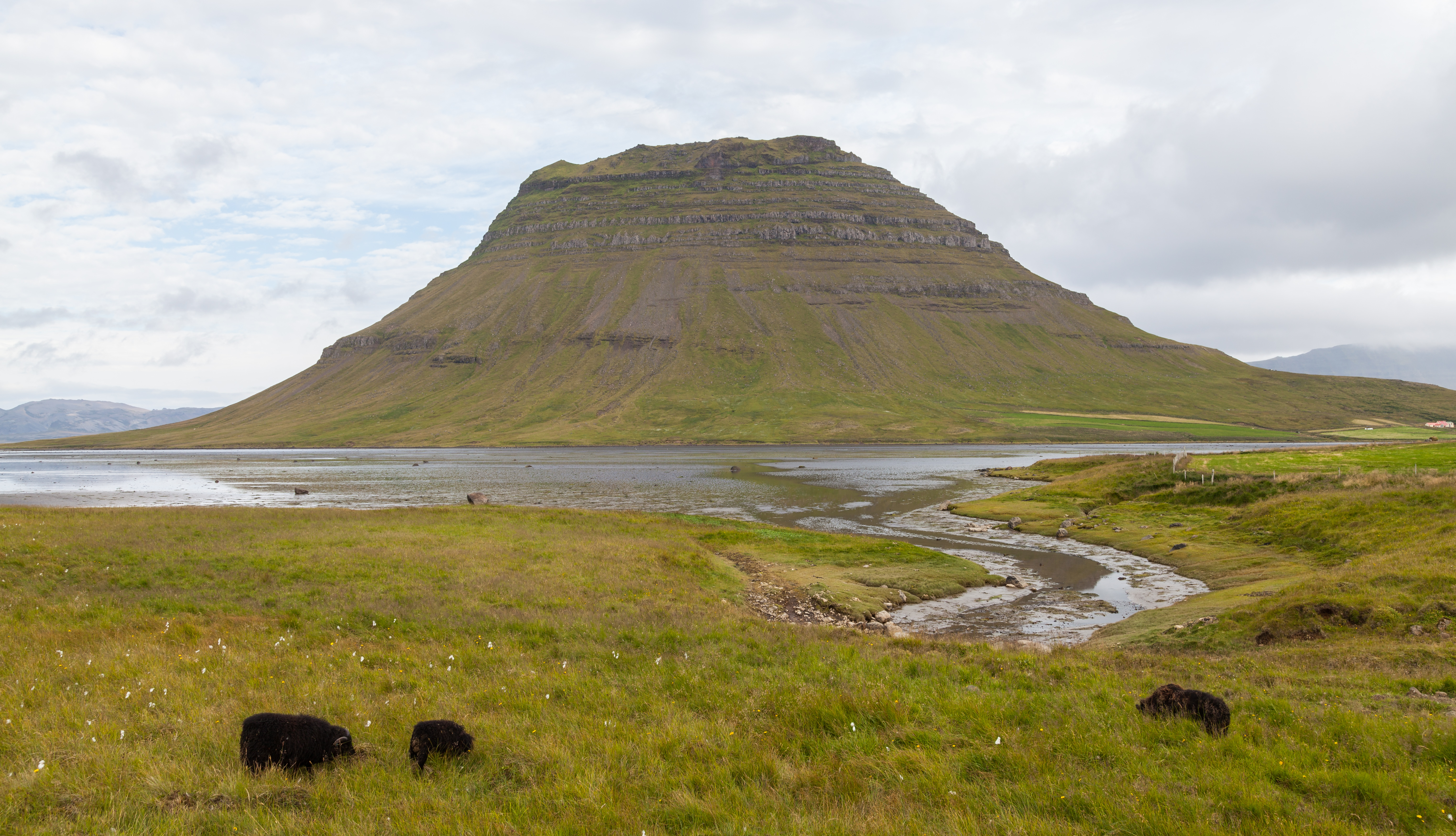
Le mont Kirkjufell.